# San Pancrazio Salentino
San Pancrazio Salentino is een gemeente in de Italiaanse provincie Brindisi (regio Apulië) en telt 10.503 inwoners (31-12-2004). De oppervlakte bedraagt 55,9 km², de bevolkingsdichtheid is 188 inwoners per km².

## Demografie
San Pancrazio Salentino telt ongeveer 3429 huishoudens. Het aantal inwoners daalde in de periode 1991-2001 met 0,7% volgens cijfers uit de tienjaarlijkse volkstellingen van ISTAT.
| Jaar | Inwoneraantal |
| ---- | ------------- |
| 1991 | 10.624        |
| 2001 | 10.551        |

## Geografie
De gemeente ligt op ongeveer 62 meter boven zeeniveau.
San Pancrazio Salentino grenst aan de volgende gemeenten: Avetrana (TA), Erchie, Guagnano (LE), Mesagne, Salice Salentino (LE), San Donaci, Torre Santa Susanna.